# Heer
Heer (pol. wojsko) – wojska lądowe Republiki Federalnej Niemiec, jeden z rodzajów sił zbrojnych Bundeswehry.
Heer powstało w 1955 razem z marynarką wojenną (Marine) oraz siłami powietrznymi (Luftwaffe). W sierpniu 2013 roku liczebność armii wynosiła 62 293 żołnierzy.

## Historia
Po II wojnie światowej pokonane Niemcy zostały podzielone na dwa państwa, zachodnie, zależne od mocarstw zachodnich, i wschodnie, zależne od ZSRR. Każde z nich utworzyło własne siły zbrojne. 12 listopada 1955 r. pierwsi rekruci rozpoczęli służbę w Heer podlegającym Republice Federalnej Niemiec, a 1 marca 1956 r. powstały Landstreitkräfte der NVA – wojska lądowe sił zbrojnych Niemieckiej Republiki Demokratycznej. Podczas zimnej wojny Heer była częścią struktury NATO, a Landstreitkräfte były częścią tzw. Układu Warszawskiego.

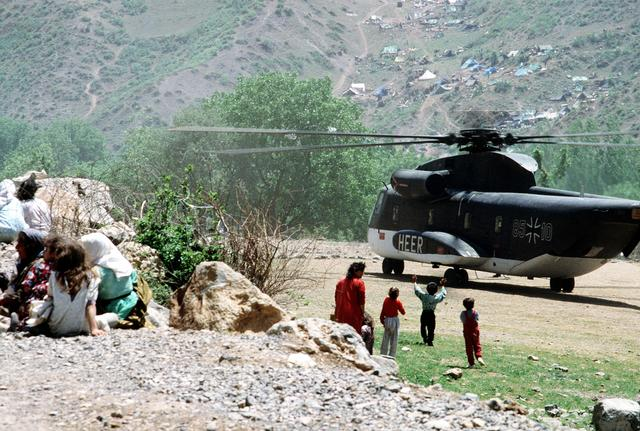
Śmigłowiec niemieckiego Korpusu Lotniczego w Północnym Iraku w 1991 r.

Po 1990, część lądowa Nationale Volksarmee – sił zbrojnych Niemieckiej Republiki Demokratycznej, została włączona do Heer. W wyniku połączenia, wojsko składało się z czterech korpusów o łącznej liczbie 360 000 osób. Od tamtej pory było redukowane i reorganizowane. Heer brało udział w operacjach NATO i misjach pokojowych ONZ i UE na całym świecie. Od 2002 r. uczestniczy także w wojnie w Afganistanie jako część Międzynarodowych Sił Wsparcia Bezpieczeństwa.
W lipcu 2011 roku została zawieszona obowiązkowa służba wojskowa.
Aktualnie wszystkie korpusy zostały rozwiązane albo przeniesione na szczebel międzynarodowy stając się częścią m.in. Wielonarodowego Korpusu Północno-Wschodniego czy Eurokorpusu. W sierpniu 2013 roku w Heer było 62 293 żołnierzy w czynnej służbie.

## Struktury

### Organizacja komponentu wojsk lądowych[5]
- Dowództwo Wojsk Lądowych – Kdo Heer
  - Wielonarodowa Brygada Francusko-Niemiecka
    - 291 batalion piechoty zmotoryzowanej
    - 292 batalion piechoty zmotoryzowanej
    - 295 dywizjon Artylerii
    - 550 batalion piechoty zmechanizowanej
    - Zaopatrzeniowa brygada Niemiecko-Francuska

  - 1 Dywizja Pancerna
    - 610 batalion Łączności
    - 321 dywizjon Artylerii
    - 901 batalion saperów
    - 41 Brygada Grenadierów Pancernych
      - 413 batalion piechoty zmotoryzowanej
      - 411 batalion piechoty zmechanizowanej
      - 401 batalion piechoty zmechanizowanej
      - 6 batalion rozpoznawczy
      - 803 batalion inżynieryjny
      - 142 batalion zaopatrzenia

    - 21 Brygada Pancerna
      - 1 batalion piechoty zmotoryzowanej
      - 212 batalion piechoty zmechanizowanej
      - 203 batalion czołgów
      - 7 batalion rozpoznawczy
      - 1 batalion inżynieryjny
      - 7 batalion zaopatrzenia

    - 9 Brygada Pancerna
      - 91 batalion piechoty zmotoryzowanej
      - 33 batalion piechoty zmechanizowanej
      - 92 batalion piechoty zmechanizowanej
      - 93 batalion czołgów
      - 3 batalion rozpoznawczy
      - 131 batalion Inżynieryjny
      - 141 batalion Zaopatrzenia

  - 10 Dywizja Pancerna
    - 131 dywizjon artylerii
    - 345 dywizjon artylerii (szk.)
    - 905 batalion saperów
    - 23 Brygada Górska
      - 231 batalion piechoty górskiej
      - 232 batalion piechoty górskiej
      - 233 batalion piechoty górskiej
      - 230 górski batalion rozpoznawczy
      - 8 górski batalion inżynieryjny
      - 8 górski batalion zaopatrzeniowy
      - konna jednostka wsparcia transportu

    - 12 Brygada Pancerna
      - 104 batalion czołgów
      - 112 batalion piechoty zmechanizowanej
      - 122 batalion piechoty zmechanizowanej
      - 8 batalion rozpoznawczy
      - 4 batalion inżynieryjny
      - 4 batalion zaopatrzenia
      - 8 batalion czołgów

    - 37 Brygada Grenadierów Pancernych
      - 393 batalion czołgów
      - 371 batalion piechoty zmotoryzowanej
      - 391 batalion piechoty zmotoryzowanej
      - 13 batalion Rozpoznawczy
      - 701 batalion Inżynieryjny
      - 131 batalion Zaopatrzeniowy

  - Dywizja Szybkiego Reagowania
    - Brygada Wojsk Specjalnych – Kommando Spezialkräfte
    - 10 pułk śmigłowców transportowych
    - 30 pułk śmigłowców transportowych
    - 36 pułk śmigłowców bojowych
    - 1 Brygada Powietrznodesantowa – Fallschirmjäger
      - pułk powietrznodesantowy
      - pułk powietrznodesantowy

## Sprzęt

### Śmigłowce
| Nazwa            | Rodzaj                    | Wersja   | Liczba | Uwagi | Zdjęcie |
| ---------------- | ------------------------- | -------- | ------ | --- | ------- |
| Eurocopter Tiger | Śmigłowiec szturmowy      | UHT      | 44     | Zamówiono 57 sztuk. Jeden stracono 4 marca 2013.                                                                                  |         |
| NHI NH90         | Śmigłowiec wielozadaniowy | NH90 TTH | 40     | Zamówiono 82 sztuki. 18 NH90 TTH z pierwotnie zamówionych 100, będzie zmienionych na NH90 NFH dla niemieckiej marynarki wojennej. |         |
| UH-1 Iroquois    | Śmigłowiec wielozadaniowy | UH-1D    | 82     | Zbudowane przez wytwórnię Dornier, aktualnie wycofywane i zastępowane przez NH90 TTH.                                             |         |
| Bölkow Bo 105    | Śmigłowiec wielozadaniowy | 105P     | 39     | Głównie wersja przeciwpancerna, zastępowane przez Eurocopter Tiger.                                                               |         |
| Eurocopter EC135 | Śmigłowiec wielozadaniowy | EC135    | 15     | |         |

### Pojazdy

#### Wozy bojowe
| Leopard 2           | Czołg podstawowy                   | 250 (stan na marzec 2015) | W tym 225 sztuk wersji A6. Tylko one mają pozostać w służbie. |  |
| Marder 1 A3/A5      | Bojowy wóz piechoty                | 521 (stan na 2011)        | Ich liczba ma być zredukowana do 0. |  |
| Schützenpanzer Puma | Bojowy wóz piechoty                | 0 (stan na 2011)          | Planowane 350 sztuk. Mają zastąpić pojazdy Marder w piechocie zmechanizowanej, są dostarczane. |  |
| Wiesel 1            | Lekki pojazd gąsienicowy/Tankietka | 272                       | - jako pojazd rozpoznawczy dla wojsk powietrznodesantowych - z działem automatycznym 20 mm - z moździerzem 120 mm - jako inżynieryjny pojazd rozpoznawczy - jako pojazd sanitarny dla wojsk powietrznodesantowych - jako pojazd dowodzenia dla LeFlaSys - z wyrzutnią Stinger dla LeFlaSys - jako radar dla LeFlaSys - z przeciwpancernym pociskiem kierowanym TOW |  |
| GTK Boxer           | Transporter opancerzony            | 272                       | Planowane jest zastąpienie nimi pojazdów M113 and TPz Fuchs. Opracowywane wraz z Koninklijke Landmacht. |  |
| Dingo 1/2           | Kołowy transporter opancerzony     | 533                       | 147 sztuk Dingo 1 386 sztuk Dingo 2 |  |
| Eagle IV/Eagle V    | Transporter opancerzony            | 495                       | Jak dotąd zamówiono 475 sztuk i 20 pojazdów jako opancerzony ambulans. |  |
| Enok                | Lekko opancerzony pojazd patrolowy | 247                       | |  |
| Fennek              | Bojowy wóz rozpoznawczy            | 222                       | 178 rozpoznawczych, 24 wersji inżynieryjnych, 20 dla zespołów wsparcia ogniowego. Opracowywane wraz z Koninklijke Landmacht. |  |
| KMW Grizzly         | Transporter opancerzony            |                           | |  |
| AGF Serval          | Lekki pojazd użytkowy              | 21+                       | |  |
| DURO III            | Samochód opancerzony               |                           | |  |
| YAK                 | Ambulans                           | 296                       | Na bazie DURO III. |  |
| Mungo ESK           | Wóz bojowy                         | 396                       | |  |
| TPz Fuchs           | Transporter opancerzony            | 1003                      | W tym 144 ulepszone. |  |
| BV 206S             | Transporter opancerzony            |                           | |  |

#### Artyleria
| M270 MLRS          | Wieloprowadnicowa wyrzutnia rakietowa | 55 (stan na 2011)  | Planowana redukcja do 38 sztuk. Wieloprowadnicowa wyrzutnia rakietowa 227 mm. |  |
| PzH 2000           | Działo samobieżne                     | 148 (stan na 2011) | Planowana redukcja do 81 sztuk.                                               |  |
| Wiesel 2 lePzMrs   | Moździerz                             |                    | Lekki moździerz opancerzony – AMOS                                            |  |
| Moździerz TAMPELLA | Moździerz                             |                    |                                                                               |  |
| COBRA              | System przeciwradarowy                |                    |                                                                               |  |
| ABRA               | Radar                                 |                    | Wycofywane.                                                                   |  |
| Moździerz „R”      | Moździerz                             |                    | 120mm                                                                         |  |
| ATMAS              | Artyleryjski system oceny pogody      |                    |                                                                               |  |
| SMA                | Artyleryjski system pomiaru dźwięku   |                    |                                                                               |  |

#### Broń przeciwlotnicza
| Flakpanzer Gepard | Samobieżny zestaw przeciwlotniczy      | 94 | Pierwotnie zbudowano 377 sztuk dla Bundeswehry, 94 sztuki pozostały w służbie do 2010 r., aktualnie są przechowywane do czasu pełnego wprowadzenia SysFla. |  |
| LeFlaSys          | Lekki przeciwlotniczy system rakietowy |    | Na bazie pojazdu Wiesel 2. |  |
| MANTIS            | C-RAM                                  |    | |  |
| SysFla            |                                        |    | System obrony powietrznej – mobilne i stacjonarne platformy używające LFK NG oraz MANTIS, w fazie rozwoju.                                                 |  |
| LÜR               | Radar                                  |    | Wycofywany. |  |

#### Sprzęt specjalistyczny
| Dachs                 | Pojazd inżynieryjny           |  |                         |  |
| Büffel                | Gąsienicowy czołg ratownictwa |  |                         |  |
| Biber                 | Most czołgowy                 |  |                         |  |
| Panzerschnellbrücke 2 | Most czołgowy                 |  | Zastępuje pojazd Biber. |  |
| Mine Skorpion         | Stawiacz min                  |  |                         |  |
| Keiler                | Niszczyciel min               |  |                         |  |
| M3 Amphibious Rig     | Most czołgowy (amfibia)       |  |                         |  |
| Motorboot 3           | Motorówka                     |  |                         |  |
| Medium Girder Bridge  | Most tymczasowy               |  |                         |  |
| Faltfestbrücke        | Most towarzyszący             |  |                         |  |
| Faltschwimmbrücke     | Most tymczasowy               |  |                         |  |
| Pontoon bridge        | Most pontonowy                |  |                         |  |
| Faltstraßensystem     | Mobilny system drogowy        |  |                         |  |
| SLT 50 Elefant        | Transporter czołgów           |  |                         |  |
| BKF 30.40             | Pojazd ratownictwa            |  |                         |  |

### Broń

#### Broń strzelecka
| Heckler & Koch G36   | Karabin automatyczny              | 5.56×45mm       | Wersje G36K, G36C, i MG36 dla różnych oddziałów, włączając siły specjalne. |  |
| Heckler & Koch MG4   | Ręczny karabin maszynowy          | 5.56×45mm       |                                                                            |  |
| Rheinmetall MG3      | Uniwersalny karabin maszynowy     | 7.62×51mm       |                                                                            |  |
| Heckler & Koch HK21  | Uniwersalny karabin maszynowy     | 7.62×51mm       | Używany tylko przez siły specjalne.                                        |  |
| M3M                  | Wielkokalibrowy karabin maszynowy | 12.7×99mm       | Używany w pojazdach opancerzonych i śmigłowcach CH-53.                     |  |
| Heckler & Koch MP7A1 | Pistolet maszynowy                | 4.6x30 mm       | Zastępuje pistolet MP2.                                                    |  |
| MP2                  | Pistolet maszynowy                | 9×19mm          |                                                                            |  |
| Heckler & Koch MP5   | Pistolet maszynowy                | 9×19mm          | Używany przez różne oddziały, m.in. przez Feldjäger i siły specjalne.      |  |
| Heckler & Koch 8     | Pistolet                          | 9×19mm          |                                                                            |  |
| Remington Model 870  | Strzelba                          |                 | Używany w małych ilościach przez siły specjalne i Feldjäger.               |  |
| G22                  | Karabin wyborowy                  | 7.62 mm x 66.5B |                                                                            |  |
| G24                  | Karabin wyborowy                  |                 | Używany tylko przez siły specjalne.                                        |  |
| G82                  | Karabin wyborowy                  | 12.7×99mm       |                                                                            |  |
| Heckler & Koch G3    | Karabin automatyczny              | 7.62×51mm       | Zmodyfikowana wersja karabinu HK G3, z celownikiem optycznym.              |  |
| G28                  | Karabin automatyczny              | 7.62×51mm       | Zmodyfikowana wersja karabinu HKMR308, z celownikiem optycznym.            |  |

#### Wyrzutnie rakiet/Granatniki/Pociski rakietowe
| Panzerfaust 3           | Granatnik przeciwpancerny                  |  |  |
| RGW 90 AS               | Przeciwpancerny pocisk kierowany           |  |  |
| Raytheon Fliegerfaust 2 | Przenośny przeciwlotniczy zestaw rakietowy |  |  |
| MILAN                   | Przeciwpancerny pocisk kierowany           |  |  |
| Granatpistole 40mm      | Granatnik                                  |  |  |
| Heckler & Koch GMG      | Granatnik automatyczny                     |  |  |
| Heckler & Koch AG36     | Granatnik                                  |  |  |

#### Noże
| KM2000 | Nóż bojowy |  |  |

### Systemy rozpoznawcze
| Wisent                   |                            |                  |  |
| Fennek                   | Bojowy wóz rozpoznawczy    |                  |  |
| EMT Luna X-2000          | UAV dron rozpoznawczy      |                  |  |
| KZO                      | UAV dron rozpoznawczy      |                  |  |
| Aladin                   | UAV dron rozpoznawczy      |                  |  |
| Schiebel Camcopter S-100 | VTOL UAV dron rozpoznawczy |                  |  |
| MIKADO                   | Mały dron rozpoznawczy     |                  |  |
| Fancopter                | Mały dron rozpoznawczy     |                  |  |
| RASIT                    | Radar                      | Wycofywany.      |  |
| BÜR                      | Radar                      | Na bazie Dingo 2 |  |

### Pozostałe pojazdy
| Nazwa                         | Rodzaj                 | Uwagi | Zdjęcie |
| ----------------------------- | ---------------------- | ----- | ------- |
| Mercedes-Benz 250 GD „Wolf”   |                        |       |         |
| KTM LC4 Military 27 PS        | Motocykl               |       |         |
| ATV Yamaha Kodiak 400         | Quad                   |       |         |
| LKW 2t mil gl, 4x4 (Unimog)   |                        |       |         |
| Zetros                        | Ciężarówka opancerzona |       |         |
| LKW 5t mil gl, 4x4            |                        |       |         |
| LKW 5t mil, 4x4               |                        |       |         |
| LKW 7t mil gl, 6x6            |                        |       |         |
| LKW 7t mil, 6x6               |                        |       |         |
| LKW 10t mil gl, 8x8           |                        |       |         |
| LKW 15t mil gl, 8x8           |                        |       |         |
| LKW 15t mil gl MULTI, 8x8     |                        |       |         |
| Volkswagen T platform (T3/T4) |                        |       |         |
| Snowmobile Ski-Doo            |                        |       |         |

### Działania wojskowe Heer
- UNOSOM II
- Implementation Force
- Wojna w Kosowie
- Wojna w Afganistanie (2001–2021)